# 板谷波山記念館
板谷波山記念館（いたやはざんきねんかん）は陶芸家・板谷波山の功績を顕彰する茨城県筑西市にある筑西市立の博物館である。周辺は板谷波山記念公園として整備されている。

## 概要
波山は陶芸家としては初めて文化勲章を受章した人物であり、その生家跡に記念館が開設された。

### 施設
- 展示館：波山の作品、遺品などのゆかりの品や文化勲章が展示されている。
- 生家：木造瓦平屋建の住宅。江戸時代中期の建造物で、1965年（昭和40年）に茨城県指定文化財（史跡）の指定を受けた。
- 工房：東京・田端にあった工房を移築したもの。波山の同僚であった平野耕輔が設計した三方焚口倒焔式丸窯や愛用の道具類を展示する。
- 記念公園：波山の像（吉田三郎作）が置かれている。

## 沿革
- 1963年（昭和38年） - 波山の意志により、生家と土地が財団法人波山先生記念会に寄贈される[2]。
- 1980年（昭和55年） - 生家跡に開館。波山の17回忌を期に、田端にあった工房が生家の庭に移設する[2]。
- 1995年（平成7年）4月 - 付近を板谷波山記念公園として整備し、新装開館。

## 利用情報
- 入場料：200円・団体150円（10名以上）（しもだて美術館との共通券は300円、高校生以下は無料）
- 休館日：月曜日（祝日の場合は翌日）、年末年始（12月28日 - 1月4日）

### アクセス
- 東日本旅客鉄道・真岡鐵道・関東鉄道下館駅より徒歩約10分（約800メートル）
- 常磐自動車道 谷和原インターチェンジより国道294号・50号経由、約40キロメートル。